# Vishnutherium
Vishnutherium — викопний рід жирафових. Його вперше назвав Лідеккер у 1876 році. Його скам'янілості були знайдені в Індії.